# Polaritònica
La polaritònica és un règim intermedi entre la fotònica i l'electrònica submicroones. En aquest règim, els senyals són transportats per una barreja d'ones vibratòries electromagnètiques i de gelosia conegudes com a fonopolaritons, en lloc de corrents o fotons. Atès que els fonons-polaritons es propaguen amb freqüències en el rang de centenars de gigahertz a diversos terahertz, la polaritònica fa un pont entre l'electrònica i la fotònica. Una motivació convincent per a la polaritònica és la demanda de processament de senyals d'alta velocitat i espectroscòpia lineal i no lineal de terahertz. La polaritònica té diferents avantatges sobre l'electrònica, la fotònica i l'espectroscòpia tradicional de terahertzs, ja que ofereix el potencial d'una plataforma totalment integrada que admet la generació d'ones de terahertz, orientació, manipulació i lectura en un sol material estampat.
La polaritònica, com l'electrònica i la fotònica, requereix tres elements: generació de formes d'ona robustes, detecció i guia i control. Sense els tres, la polaritònica es reduiria només a fonon-polaritons, de la mateixa manera que l'electrònica i la fotònica es reduirien a només radiació electromagnètica. Aquests tres elements es poden combinar per permetre una funcionalitat del dispositiu similar a la de l'electrònica i la fotònica.

## Il·lustració
Per il·lustrar la funcionalitat dels dispositius polaritònics, considereu el circuit hipotètic. Els polsos d'excitació òptica que generen fonon-polaritons, a la part superior esquerra i inferior dreta del cristall, entren normals a la cara del cristall. Els fonons-polaritons resultants viatjaran lateralment lluny de les regions d'excitació. L'entrada a les guies d'ones es facilita per estructures reflectants i d'enfocament. Els fonon-polaritons són guiats pel circuit per guies d'ones de terahertz tallades al cristall. La funcionalitat del circuit resideix a l'estructura de l'interferòmetre a la part superior i l'estructura de guia d'ones acoblada a la part inferior del circuit. Aquest últim empra una estructura de banda fotònica amb un defecte (groc) que podria proporcionar biestabilitat per a la guia d'ona acoblada.

## Generació de formes d'ona
Els fonon-polaritons generats en cristalls ferroelèctrics es propaguen gairebé lateralment al pols d'excitació a causa de les elevades constants dielèctriques dels cristalls ferroelèctrics, facilitant la separació fàcil dels fonons-polaritons dels polsos d'excitació que els van generar. Per tant, els fonon-polaritons estan disponibles per a l'observació directa, així com per a la manipulació coherent, a mesura que es mouen de la regió d'excitació a altres parts del cristall. La propagació lateral és primordial per a una plataforma polaritònica en la qual la generació i la propagació tenen lloc en un sol cristall. Un tractament complet de la resposta d'ona de terahertz semblant a la radiació de Cherenkov revela que, en general, també hi ha un component de propagació cap endavant que s'ha de tenir en compte en molts casos.

## Detecció de senyal
L'observació directa de la propagació del fonó-polaritó va ser possible gràcies a la imatge de l'espai real, en què els perfils espacials i temporals dels fonons-polaritons s'imatge a una càmera CCD mitjançant la conversió de fase a amplitud de Talbot. Això per si sol va ser un avenç extraordinari. Va ser la primera vegada que les ones electromagnètiques eren imatges directament, apareixent com les ondulacions d'un estany quan una roca cau en picat a través de la superfície de l'aigua. La imatge de l'espai real és la tècnica de detecció preferida en polaritònica, tot i que altres tècniques més convencionals com ara l'obtenció de Kerr òptica, la difracció resolta en el temps, la sonda interferomètrica i la generació de segon harmònic induïda per camp de terahertz són útils en algunes aplicacions on la imatge en espai real no s'utilitza fàcilment. Per exemple, els materials estampats amb mides de característiques de l'ordre d'unes quantes desenes de micròmetres provoquen una dispersió parasitària de la llum de la imatge. Aleshores, la detecció de fonon-polariton només és possible enfocant una sonda més convencional, com les esmentades abans, en una regió sense taques del cristall.

## Orientació i control
L'últim element necessari per a la polaritònica és la guia i el control. La propagació lateral completa paral·lela al pla cristal·lí s'aconsegueix generant fonó-polaritons en cristalls de gruix de l'ordre de la longitud d'ona fonó-polaritó. Això obliga a la propagació a tenir lloc en un o més dels modes de guia d'ones disponibles. Tanmateix, la dispersió en aquests modes pot ser radicalment diferent de la de la propagació a granel, i per tal d'aprofitar-ho, s'ha d'entendre la dispersió.
El control i la guia de la propagació del fonó-polaritó també es poden aconseguir mitjançant elements d'ona guiada, reflectants, difractius i dispersius, així com cristalls d'índex fotònics i efectius que es poden integrar directament al cristall hoste. No obstant això, el niobat de liti, el tantalat de liti i altres perovskites són impermeables a les tècniques estàndard de modelatge de materials. De fet, l'únic gravador conegut que té fins i tot un èxit marginal és l'àcid fluorhídric (HF), que grava lentament i predominantment en la direcció de l'eix òptic del cristall.